# Bombyx rimicole
Eriogaster rimicola
Espèce
Eriogaster rimicola, le Bombyx rimicole ou la Laineuse du chêne, est une espèce de lépidoptères (papillons) de la famille des Lasiocampidae.
- Répartition : de l’Europe jusqu’à la mer Noire.
- Envergure du mâle : de 14 à 18 mm.
- Période de vol : d’août à novembre.
- Habitat : forêts de chênes.
- Plantes-hôtes : Quercus.

## Source
- P.C. Rougeot, P. Viette, Guide des papillons nocturnes d'Europe et d'Afrique du Nord, Delachaux et Niestlé, Lausanne 1978.